# دينيس لافانت
دينيس لافانت (بالفرنسية: Denis Lavant)‏
```
هو 
ممثل
 
فرنسي
، ولد في 17 يونيو 1961 
بنويي-سور-سين
 في 
فرنسا
.
[
4
]
[
5
]
[
6
]
 من الجوائز التي نالها 
وسام الفنون والآداب الفرنسي
.
```

## أعمال

### أفلام
- (2004) خطوبة طويلة جدا[7]
- (2008) طوكيو!

## جوائز
- وسام الفنون والآداب الفرنسي

## وصلات خارجية
- دينيس لافانت على موقع IMDb (الإنجليزية)
- دينيس لافانت على موقع قاعدة بيانات الأفلام العربية
- دينيس لافانت على موقع ألو سيني (الفرنسية)
- دينيس لافانت على موقع ميوزك برينز (الإنجليزية)
- دينيس لافانت على موقع أول موفي (الإنجليزية)
- دينيس لافانت على موقع قاعدة بيانات الأفلام السويدية (السويدية)
- دينيس لافانت على موقع قاعدة بيانات الفيلم (الإنجليزية)
- دينيس لافانت على موقع كينوبويسك (الروسية)